# Rivière Ruban
Pour les articles homonymes, voir Ruban.
La rivière Ruban (en atikamekw : Tiripan sipi) est un affluent de la rivière Manouane coulant dans le canton Suzor, dans le territoire de La Tuque, dans la région administrative de la Mauricie, en la province de Québec, au Canada.
Le cours de la rivière coule entièrement en zones forestières. En partant de Wemotaci, le chemin forestier Parent-Wemotaci (no. 457) longe généralement le parcours de la rivière Ruban, d'abord par le côté sud de la rivière jusque près de Casey, puis par le côté nord.

## Géographie
La rivière Ruban draine des dizaines de lacs situés généralement le long du chemin de fer Senneterre-La Tuque, ou dans la zone plus au nord de ce tronçon.
D'une longueur approximative de 16,5 km, entre le lac Ruban et le lac Letondal, la rivière Ruban coule du nord au sud, dans une vallée étroite, bordée de montagnes, atteignant plus de 540 m d'altitude du côté est.
La rivière Ruban s'abreuve du lac de tête ayant le même toponyme, situé à plus de 480 m d'altitude. Le lac Ruban (longueur : 1,6 km ; altitude : 497 m) est situé à 15 km (en ligne directe) au nord-est de Parent. À partir de 3,2 km, au nord du lac Ruban, plusieurs sommets atteignent 600 m. La vallée de la rivière Ruban est située en parallèle, du côté est, à la vallée du lac Suzor (dont le lac est long de 5 km par 200 m de largeur) lequel se déverse vers l'ouest dans le lac Truchon. Le lac Ruban est un lac de tête qui a la forme d'un crochet. Le lac affiche une superficie de près de 4 km2. Sa longueur (nord-sud) est de 3,5 km et sa largeur de 1 km.
Le lac est bordé d'une montagne, côté nord-est, dont le sommet est de plus de 580 m d'altitude. Les montagnes de proximité du lac Ruban le séparent d'une autre vallée étroite formée en demi-cercle dont lac Ruban est au centre. Dans cette autre vallée, il y a les lac Bussières (nord-est), Bellerive (au nord-ouest) et Bergeron (à l'ouest). L'embouchure du lac Ruban est situé du côté sud au fond d'une baie longue et étroite.
À partir du lac Ruban, la rivière Ruban coule vers le sud (relativement en ligne droite) en traversant successivement plusieurs lacs : Turcot (long de 3,5 km), Truchon (4,6 km), Ayotte (1,5 km) et MacCarthy (3,5 km). À partir de ce dernier lac, la rivière Ruban coule vers l'est pour se déverser dans le lac Letondal. La route Parent-Wemotaci passe entre les lacs Ayotte et MacCarthy. Tandis que le chemin de fer du Canadien National passe entre les lacs MacCarthy et Letondal.
Le lac Letondal se déverse vers l'est dans le lac Capimit, lequel comporte une grande île en son centre. Les eaux du lac Capimit qui comporte un barrage à son embouchure se déversent dans la rivière Blanche.

## Toponymie
Jadis, les communautés Attikameks de la Haute-Mauricie désignaient cette rivière Deliban Sipi ; signifiant rivière ruban. Au début du XIXe siècle, les voyageurs forestiers d'ascendance européenne ont perpétué cette désignation métaphorique amérindienne, en l'adaptant à la langue français, en désignant la rivière selon son caractère étroit, qui s'apparente à un ruban déroulé au fond d'une vallée.
En 1823, l'explorateur François Verreault témoignait à la Chambre d'assemblée du Bas-Canada, en se référant à «la rivière Caribash du Ruban en Haute-Mauricie». Les éditions de 1914 et de 1925 du Dictionnaire des rivières et lacs de la province de Québec citent la forme actuelle de la rivière Ruban. En 1916, l'ouvrage Nomenclature des noms géographiques de la province de Québec précise que « Le Bureau géographique d'Ottawa n'admet jusqu'ici que la forme anglaise, Ribbon river ». Le toponyme Rivière Ruban a été inscrit le 5 décembre 1968, à la Banque des noms de lieux de la Commission de toponymie du Québec.